# Casa Antonio Costa
La Casa Antonio Costa, también conocida como Casa Domènech Estapà, es un edificio residencial situado a la rambla de Cataluña, número 122, del distrito del Ensanche de Barcelona. Se trata de un conjunto de estilo monumentalista, con influencia de la Secesión de Viena, que fue diseñado por el arquitecto José Doménech y Estapá. Actualmente está considerado un Bien Cultural de Interés Local.
Doménech y Estapá, está considerado como un arquitecto atípico dentro del modernismo, realizó esta obra entre los años 1902 y 1904, bajo la influencia del movimiento arquitectónico de la sezession, la construcción de la Casa Antoni Costa fue prácticamente coetánea de dos de sus obras más emblemáticas, la prisión Modelo y el Hospital Clínico y Provincial de Barcelona.

## Arquitectura
A nivel arquitectónico, el edificio dispone de una composición muy poco frecuente que incluye tribunas laterales, ornamentadas con discretos temas florales en cada uno de los pisos, excepto en la planta baja. Como motivos singulares, también hay que mencionar las formas circulares, utilizadas sobre todo en las aperturas del coronamiento del edificio. La zona baja está centrada por una gran apertura de arco rebajado, situada sobre el arco trilobado que forma el portal de acceso, con un círculo a manera de tímpano y dentro de él un escudo con la fecha.

## Galería de imágenes

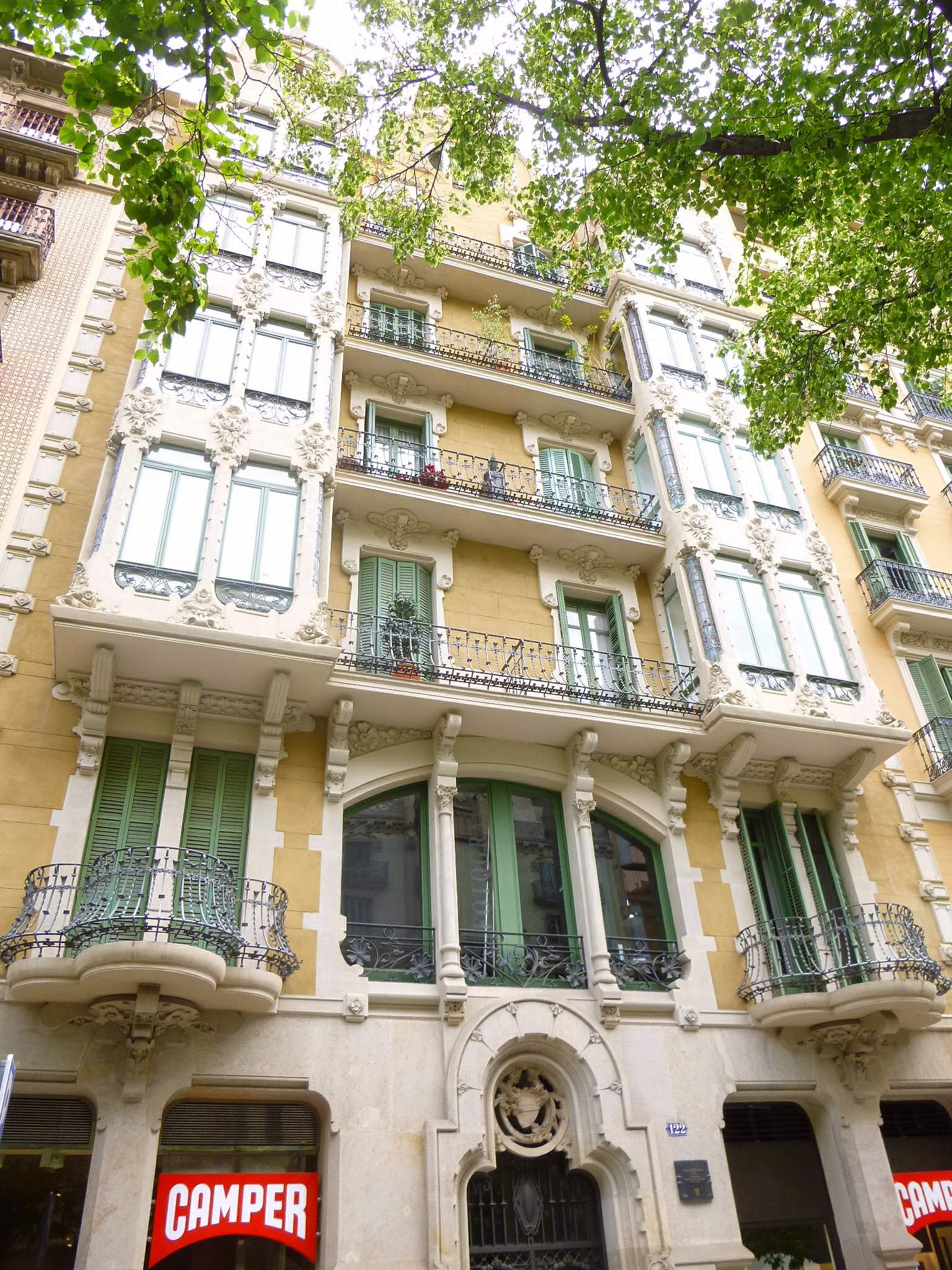
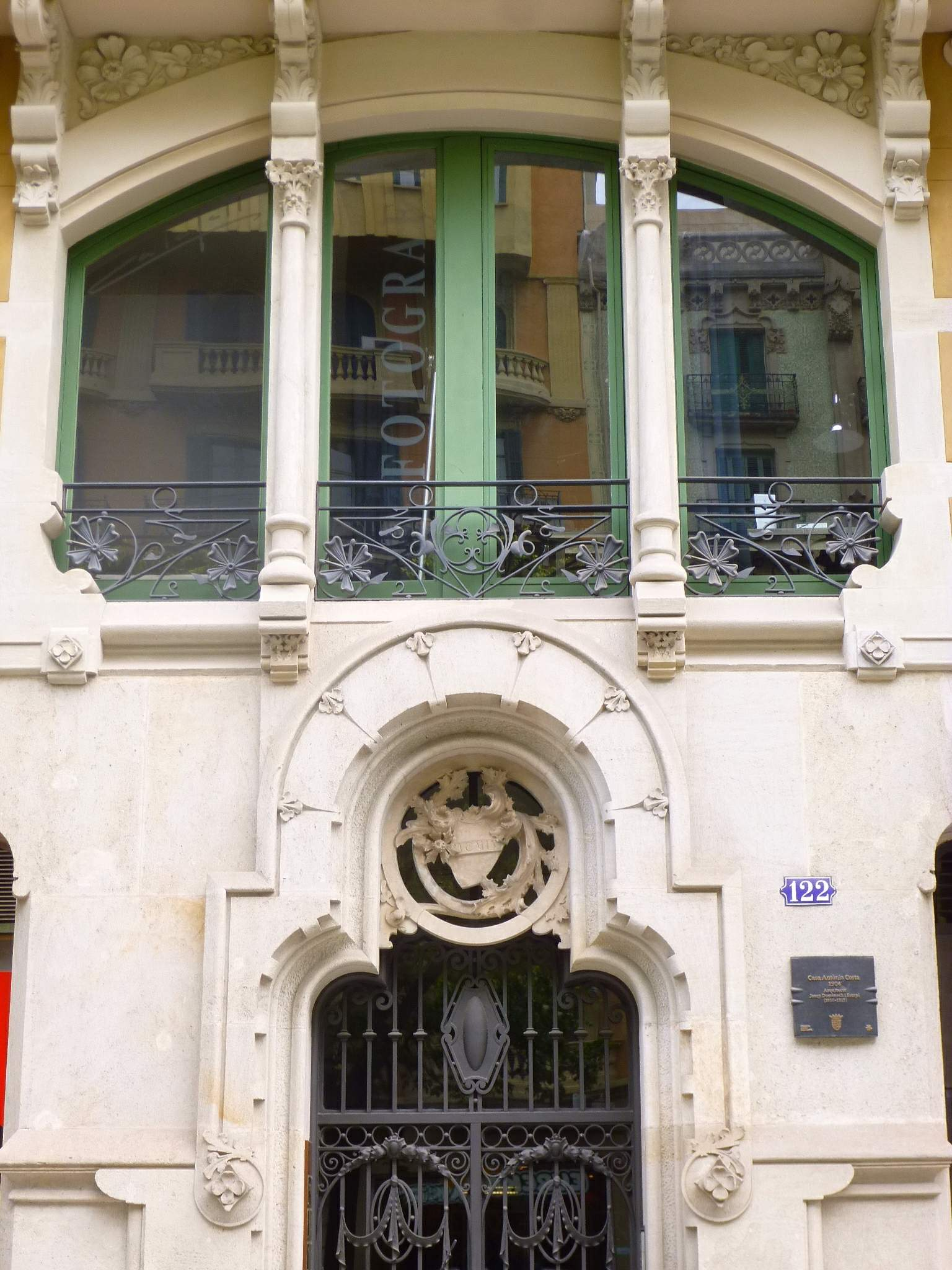
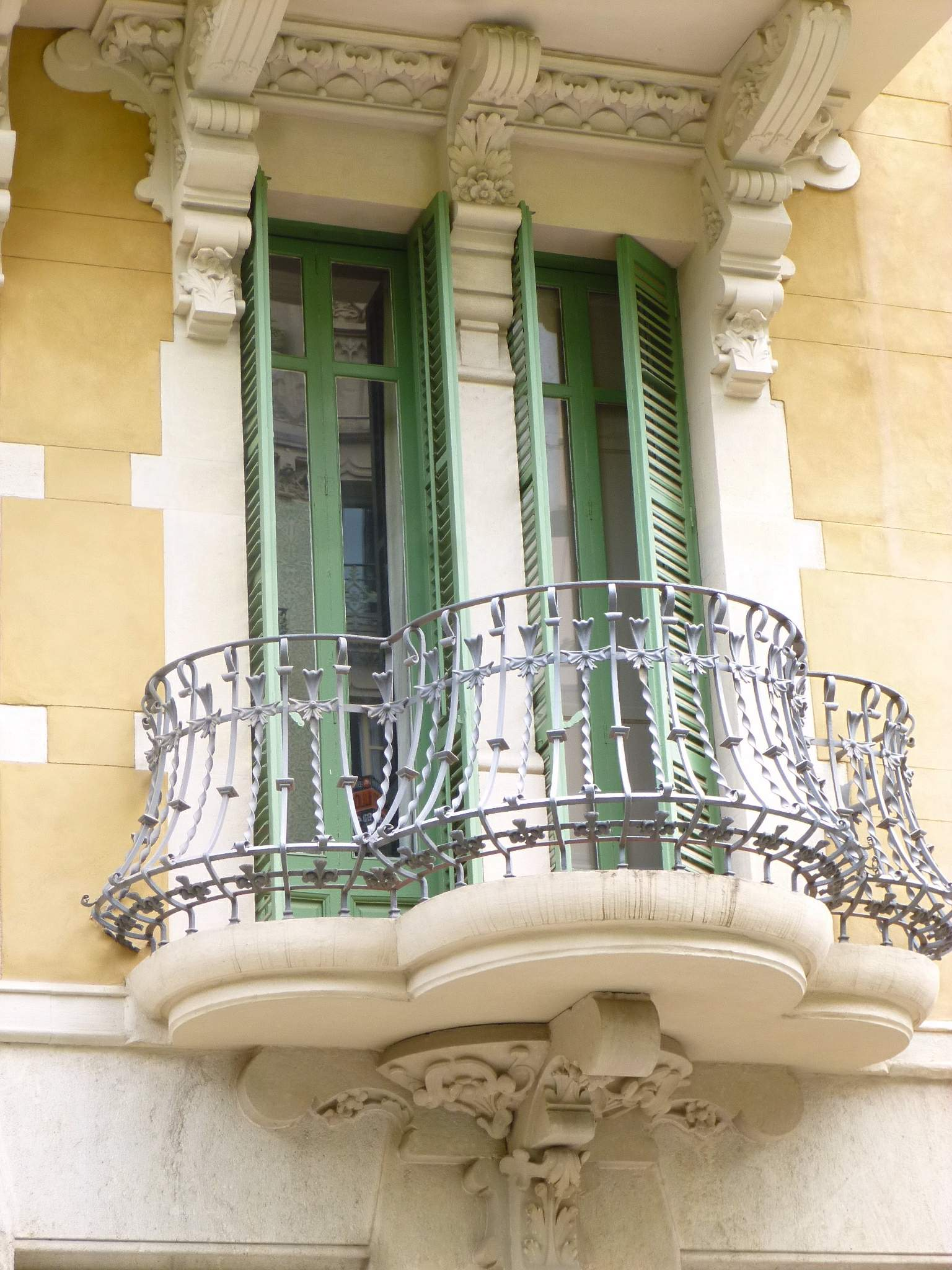
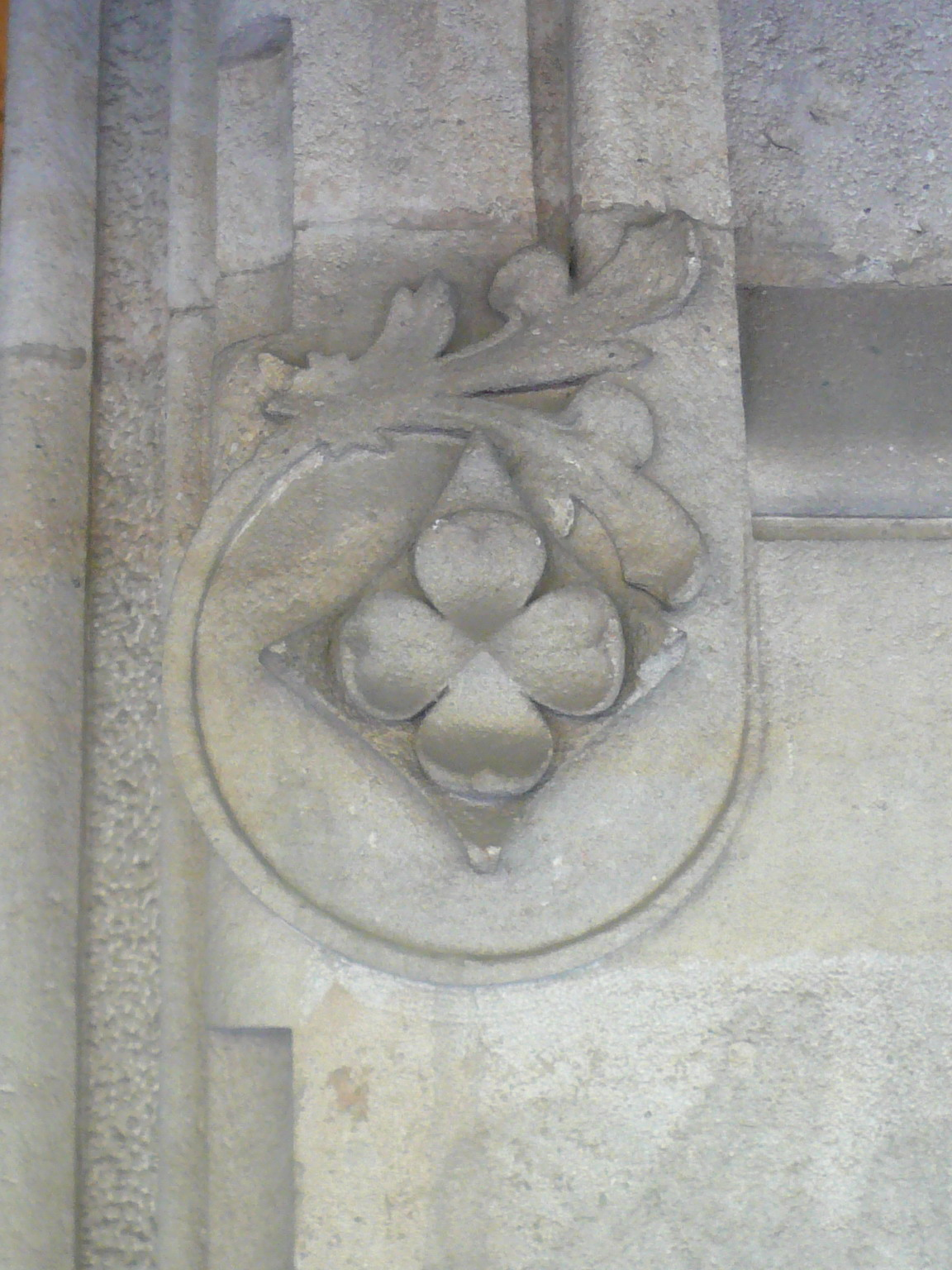